# Drosera rupicola
Drosera rupicola es una especie de planta perenne tuberosa  perteneciente al género de plantas carnívoras Drosera. 

## Descripción
Produce 3-5 tallos semierectos laterales que crecen hasta 15 cm de largo. La lámina de la hoja es capaz de doblarse sobre la presa lo que lo distingue de todos los demás miembros de la sección de Stolonifera. Florece de julio a octubre.

## Distribución y hábitat
Es endémica de Australia Occidental, en una gran región del interior desde Pithara al sureste de Hyden. Crece en suelos de marga cerca de los afloramientos de granito

## Taxonomía
Drosera rupicola fue formalmente descrita por primera vez por N.G.Marchant en 1982 como una subespecie de D. stolonifera Fue elevada al rango de especie por Allen Lowrie en 2005. Fue  publicado en Nuytsia 15: 382. 2005.
Etimología
Drosera: tanto su nombre científico –derivado del griego δρόσος (drosos): "rocío, gotas de rocío"– como el nombre vulgar –rocío del sol, que deriva del latín ros solis: "rocío del sol"– hacen referencia a las brillantes gotas de mucílago que aparecen en el extremo de cada hoja, y que recuerdan al rocío de la mañana.
rupicola: epíteto latino que significa "que vive en las rocas".
Sinonimia
- Drosera stolonifera subsp. rupicola N.G.Marchant, in Fl. Australia 8: 384 (1982).[4][5]